# Kropptjärnen (Älvdalens socken, Dalarna, 679972-137941)
Kropptjärnen är en sjö i Älvdalens kommun i Dalarna och ingår i Dalälvens huvudavrinningsområde.